# بشير العوف
بشير حمدي العوف (1335 - 1415 هـ / 1917 - 1994 م) شاعر إسلامي، وكاتب قصصي، وصَحَفي سوري. حاصل على إجازة في العلوم السياسيّة من بيروت، وشهادة المعهد العالي في اللغة الفرنسيّة من دمشق. عمل أستاذًا في كليّة الآداب. اضطره وضعه السياسي وتنقّل بين لبنان والأردن والسعودية. عيّن أمينًا عامًا لجمعية الشبان المسلمين في دمشق التي تأسست عام 1938 ثم انخرط في الحركة الإسلامية في سوريا ويعد رائد الصحافة الإسلامية فيها، حيث ترأس تحرير جريدة المنار الناطقة باسم الجماعة التي عملت منذ منتصف الأربعينات حتى ثورة البعث عام 1963. له عديد من المؤلفات ودواوين شعرية وقصص أدبية وأكثر من 5 آلاف مقال في السياسة والأدب والفكر الإسلامي. 

## سيرته
ولد أبو نزار بشير بن حمدي العوف في دمشق بولاية سورية العثمانية عام 1335هـ / 1917م، ونشأ في أسرة مسلمة ملتزمة. حصل على بكالوريوس العلوم السياسية من بيروت، وشهادة المعهد العالي في اللغة الفرنسية من دمشق، ثم دبلوم الصِّحافة من مصر. انتسب إلى جمعية الشبان المسلمين في مطلع شبابه.

## عمله في الصحافة
بدأ حياته الصحافية عام 1943 مديرًا مسؤولًا لصحيفة الأيام في دمشق. وفي عام 1946 عيّن مديراً مسؤولاً في جريدة المنار. أصدر في تشرين الأول عام 1949 جريدة المنار الجديد وهي جريدة يومية سياسية مستقلة، وكان معه عدنان مصطفى، وعهد إلى بديع لؤلؤ بإدارتها وإلى ممدوح حافظ بتحريرها، وممَّن عمل في تحريرها أحمد قدامة، وكان مكتبها يقع في شارع السنجقدار في دمشق، ثم عادت ملكيتها إلى بشير العوف، وظل رئيساً لتحريرها ومديراً لها حتى عام 1963.

وفي عام 1950 أصدر جريدة المساء . وفي 1955 قام وزير العدل علي بوظو في زمن حكومة فارس خوري بإجراءات عقابية تجاه جريدة المنار الجديد ونظراً لأهمية الجريدة ودورها فقد تم طرح هذه القضية تحت قبة البرلمان، وألقى الوزير بوظو بالتهمة على خالد العظم.

شارك في تغطية العديد من الأحداث والمؤتمرات العربية والإقليمية والمحلية حيث شارك في معظم مؤتمرات القمة العربية والإسلامية وعدم الانحياز. وكان بارزاً في مجلة الرسالة الإسلامية اللبنانية وجريدة العالم الإسلامي التي تصدرها رابطة العالم الإسلامي، وكان يكتب فيها باستمرار . كما عمل أستاذاً زائراً في معهد الإعلام التابع لكلية الآداب والعلوم الإنسانية في جامعة الملك عبد العزيز بجدة منذ عام 1980م حتى تقاعده. 

## نشاطه السياسي
انتخب عضوًا في مجلس الاتحاد القومي أيام الوحدة بين مصر وسوريا في عام 1958. وعضوًا في اللجنة الإدارية العليا للكشاف في سوريا عام 1941. وعضو المجلس الأعلى للإعلام الإسلامي. وقد دعا للتعاون بين المسلمين والمسيحيين. 

## حياته الشخصية
تزوج وله عدة أولاد، برز من أولاده نزار وبه كنيته، وعصام وهو مؤلف وكاتب إسلامي سياسي، ومؤمنة وهي أستاذة جامعية وشاعرة ناقدة.

## جوائزه
- 1950: جائزة الملك فاروق للصحافة الشرقية.
- 1958: وسام كومندور من العاهل المغربي محمد الخامس.
- 1992: شهادة تقدير من مجلس اتحاد الصحفيين بسورية.
- جائزة بابطين.

## مؤلفاته

### الدواوين الشعرية
- ثمالات الندى، 1983.
- خمائل الطيب، 1984.
- هالات الضياء، 1986.
- سنابل الحنين، 1991.
- همس الغروب، 1993.

### القصص والمجموعات القصصية
- بائسة، 1952.
- كيف غالبت الموت، عشر قصص واقعية في حوداث جوية، 1960.
- الدرب الشائك، قصة اجتماعية تحليلية من الحي اللاتيني في باريس، 1966.
- زوجة المشير، 1984.

### مؤلفات أخرى
- اشتراكيتهم وإسلامنا.
- الكتاب الأخضر.
- لا ثورية ولا اشتراكية.
- الانقلاب السوري، 1949، سجل فيه أحداث انقلاب حسني الزعيم.
- لعبة السوفيت في مصر وخروجهم منها، 1973.
- قطوب المعرفة، 1983.
- قطوف الأرب في قصص من طرائف تاريخ آداب العرب، يتضمن عدداً من القصص الأدبية المستقلة بأبطالها وشخوصها الحقيقيين لا الخياليين، 1987.
- الصحافة تاريخًا وتطوّرًا وفنًّا ومسؤولية، 1987.
- تعاليم الإسلام بين الميسّرين والمعسّرين في مذهب أهل السنّة والجماعة، 1991.

وله أكثر من 5 آلاف مقال في السياسة والأدب والفكر الإسلامي.

## وفاته
اعتكف في أخريات حياته في منزله متفرغًا للتأليف والكتابة الصحفية السياسية. توفي يوم الجمعة 7 صفر 1415 هـ الموافق 15 يوليو (تموز) 1994 في جُدَّة عن عمر يناهز 78 عامًا.